# Fraissinet de Forcas
Fraissinet de Forcas (en francès Fraissinet-de-Fourques) és un municipi del departament francès del Losera, a la regió d'Occitània.